# Mossack Fonseca
Mossack Fonseca est un cabinet d'avocats créé en 1986 à Panama. Il résulte de la fusion de celui fondé en 1977 par l'avocat panaméen Jürgen Mossack, et de celui de l'avocat et homme politique panaméen Ramón Fonseca Mora.
L'année de sa fondation, en 1977, le Panama est dirigé par le dictateur Omar Torrijos, puis l’étude d’avocats fiscalistes prospère sous la dictature de Manuel Noriega (1984-1990), dans un pays gangrené par la corruption et l’argent sale où le secret bancaire et la fiscalité zéro mise en place par les autorités favorisent les dérives. L'entreprise est mise en cause dans le scandale Petrobras ainsi que dans l'affaire des « Panama Papers » pour son rôle joué dans le blanchiment d'argent et la fraude fiscale à l'échelle internationale.
Spécialisée dans le droit commercial international, le droit des affaires, les services fiduciaires, les conseils en placement et la création de structures internationales, elle comprend également plusieurs sociétés au sein de ses bureaux en sus de proposer ses services dans le domaine de la propriété intellectuelle et le droit maritime.
Possédant une quarantaine de filiales dans le monde, Mossack Fonseca était en 2016, le quatrième cabinet de droit offshore au monde.
L'entreprise est propriété de Jürgen Mossack et de Ramón Fonseca Mora. Le premier est d'origine allemande et s'est fixé au Panama dans les années 1980. Le second est né au Panama et a toujours été proche des milieux politiques.
Le 14 mars 2018, le cabinet d'avocats a annoncé qu'il cessait ses activités à cause des dommages irréparables causés à sa réputation, à la suite des révélations de l'affaire des Panama Papers d'avril 2016.

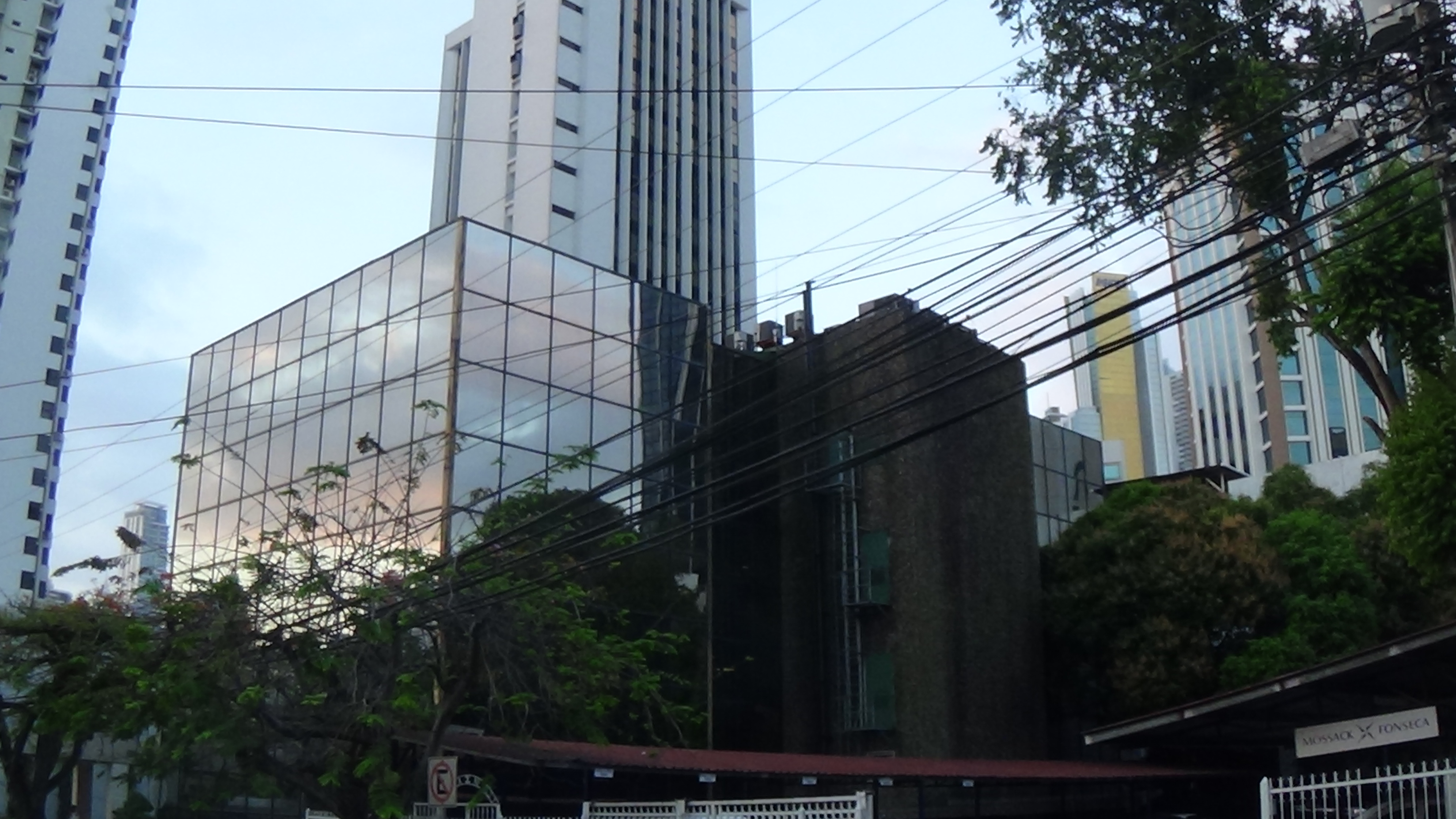
Siège de la firme Mossack Fonseca à Panama

## OpérationLava Jato
L'entreprise est accusée de blanchiment lors du scandale Petrobras qui a déclenché au Brésil l'opération Lava Jato, qui a notamment entraîné la démission de Ramón Fonseca Mora de ses fonctions de président du parti panamiste et de ministre conseiller du président Juan Carlos Varela en mars 2016.

## Panama Papers
Le 3 avril 2016, la société est accusée d'aider de nombreux citoyens et sociétés étrangers à frauder les fiscs de leurs pays d'origine. S'y ajoutent diverses imputations connexes, dont :
- blanchiment d'argent ;
- évasion fiscale avec, entre autres entités pointées, l'assistance qui aurait été diligemment prêtée en ce sens par la Commerzbank[9] ;
- collaboration litigieuse avec plusieurs dictateurs et dictatures du Moyen-Orient et d'Afrique à dessein de leur permettre de se soustraire aux sanctions internationales les visant.

L'ensemble de ces Panama Papers se chiffre à 2,6 téraoctets de données en couvrant près de 40 ans d'enregistrements. Leur analyse, encore en cours, est conjointement confiée au consortium international des journalistes d'investigation (ICIJ ou CPI en anglais)[réf. nécessaire].
Nommément cité par l'enquête avec d'autres dirigeants politiques, comme notamment le Premier ministre islandais Sigmundur David Gunnlaugsson, le roi d'Arabie saoudite Salmane al-Saoud, le président argentin Mauricio Macri ou le président ukrainien Petro Porochenko, Vladimir Poutine réplique en expliquant qu'il est la « cible principale » de l'enquête et ajoute, par l'intermédiaire de son porte-parole : « Nous connaissons bien cette soi-disant communauté journalistique. Il y a parmi eux de nombreux journalistes dont le journalisme n’est pas l’activité principale. Beaucoup sont d’anciens employés du département d'État, de la CIA, d’autres services secrets ».
L'enquête montre aussi que le Premier ministre d'Islande aurait créé avec son épouse aux îles Vierges britanniques une société offshore dans laquelle il aurait dissimulé des millions de dollars.
Son prédécesseur au poste de Premier ministre, Jóhanna Sigurðardóttir le critique et explique que « Les gens ne doivent pas avoir un Premier ministre dont ils ont honte (…). Le Premier ministre a fait preuve de sa méfiance envers la monnaie et l’économie islandaises en plaçant son argent dans un paradis fiscal. Le Premier ministre ne semble pas comprendre ce que signifie la morale ». Le Premier ministre se défend de toute intention frauduleuse et explique que la société n'avait pas pour but de se soustraire à l'impôt en Islande.

## Arrestations
En février 2017, un an après avoir été au cœur du scandale des « Panama papers », les deux associés ont été arrêtés au Panama et placés en détention provisoire, non dans le cadre du « scandale Petrobras » mais dans celui d'un autre scandale de corruption et de blanchiment de capitaux, lié au groupe de BTP Odebrecht.
Selon le procureur Kenia Porcell, le cabinet Mossack Fonseca est soupçonné d’être « une organisation criminelle qui se chargeait de cacher des actifs et des sommes d'argent d'origine douteuse » et le cabinet aurait aussi eu comme rôle « d’éliminer les preuves [contre] des personnes impliquées dans les activités illégales liées au cas “Lavage Express” ».